# VLSI
VLSI je skraćenica od engleskog stručnog pojma Very-Large-Scale Integration i odnosi se na integrirane krugove visoke gustoće. Prvi VLSI krugovi su se pojavili u 80-tim godinama dvadesetog stoljeća i VLSI je četvrta generacija u razvoju integriranih krugova.